# Åbolands prosteri
Åbolands prosteri är ett prosteri inom Borgå stift i Finland. Det leds 2018-22 av kontraktsprosten, kyrkoherde Katarina Dahlqvist.

## Församlingar inom prosteriet
- Kimitoöns församling
- Väståbolands svenska församling
- Åbo svenska församling

De nuvarande församlingarna i Pargas stad och på Kimitoön kom till den 1 januari 2009 i och med kommunsammanslagningarna i området. Församlingarna i Iniö, Houtskär, Korpo och Nagu slogs samman med Pargas svenska församling och bildade tillsammans Väståbolands svenska församling. På Kimitoön slogs för sin del församlingarna i Dragsfjärd, Hitis, Kimito och Västanfjärd samman. Dessa bildade Kimitoöns församling.